# Chiesa della Beata Vergine Maria (Crema)
La chiesa parrocchiale della Beata Vergine Maria, comunemente nota anche come chiesa di Santa Maria dei Mosi o chiesa dei Mosi è un luogo di culto cattolico della frazione di Santa Maria dei Mosi di Crema.

## Storia
Lo Zavaglio ne teorizza l'origine in contraltare al santuario della Madonna del Pilastrello; una delle ipotesi della nascita di quest'ultimo è che la chiesa si sia sviluppata presso un pilastro di riferimento per le barche che solcavano la palude del Moso; simile origine potrebbe avere avuto la chiesa di Santa Maria dei Mosi sulla riva opposta. A supporto di un'origine antica anche l'analisi del campanile definito “robusto” rispetto alle proporzioni dell'edificio, il che presupporrebbe una chiesa originariamente più grande, per quanto lo stesso studioso definisse sia la parte più antica della chiesa attuale sia il campanile di origini cinquecentesche.
Esisteva in antico una via del Padule, un percorso acquatico che partiva dalla rocchetta di Crema (una piccola fortificazione presso l'attuale chiesa di Santa Chiara) e che si collegava ai paesi che si affacciavano sulla palude del Moso. Alcuni documenti tardi (XV secolo) citano lungo questa via il microtoponimo Ponte delle Navi che probabilmente era ubicato presso la chiesa di Santa di Maria dei Mosi.
Per un lungo periodo l'area di Santa Maria dei Mosi e di Santo Stefano in Vairano dipesero, dal punto di vista civile e religioso, dai monaci benedettini di Abbadia Cerreto; la chiesa verosimilmente nacque quale supporto religioso ai cascinali dell'area prossima alla palude, sparsi e piuttosto isolati. Queste terre furono concesse in enfiteusi perpetua a Nicolò Dolfin nel 1587, già podestà e capitano di Crema, in cambio di un cospicuo censo annuo; successivamente i beni furono acquistati dalla famiglia Toffetti e pervennero per via ereditaria ai conti Rossi che avevano in carico anche la manutenzione della chiesa.
Gli atti della visita apostolica di Monsignor Regazzoni del 1583 la nominano come Santa Maria dei Miracoli e vi si intimava di non celebrarvi le funzioni se entro un biennio non fosse stato rinnovato il pavimento.
Dal 1585, intanto, con decreto di papa Sisto V fu eretta la vicaria perpetua di Santo Stefano in Vairano affidandola interinalmente ai frati del terzo ordine regolare di San Francesco, presenti in loco con un proprio convento fin dall'anno 1479.
Furono i francescani, pertanto, ad officiare anche nella chiesetta dei Mosi fino 1769 allorché la casa fu soppressa, i monaci si trasferirono nel centro cittadino e la parrocchia di Santo Stefano fu affidata al clero secolare.
Nel frattempo l'edificio subiva un rifacimento dell'area presbiterale nel corso del XVIII secolo comportando, di fatto, un ampliamento.
La chiesa dei Mosi fu sussidiaria della parrocchia di Santo Stefano in Vairano fino al 1944; in quell'anno il vescovo di Crema Monsignor Francesco Maria Franco la erigeva in parrocchia autonoma nel vicariato di Trescore Cremasco. Tuttavia, il riconoscimento giuridico da parte dello stato avvenne solo alcuni anni dopo, nel 1959.
Nel 1993 fu creata l'unità pastorale con la chiesa parrocchiale di Sant'Angela Merici; attualmente appartiene alla zona pastorale urbana ed è in unità pastorale con le parrocchie del Sacro Cuore di Gesù e di San Carlo Borromeo.

## Caratteristiche

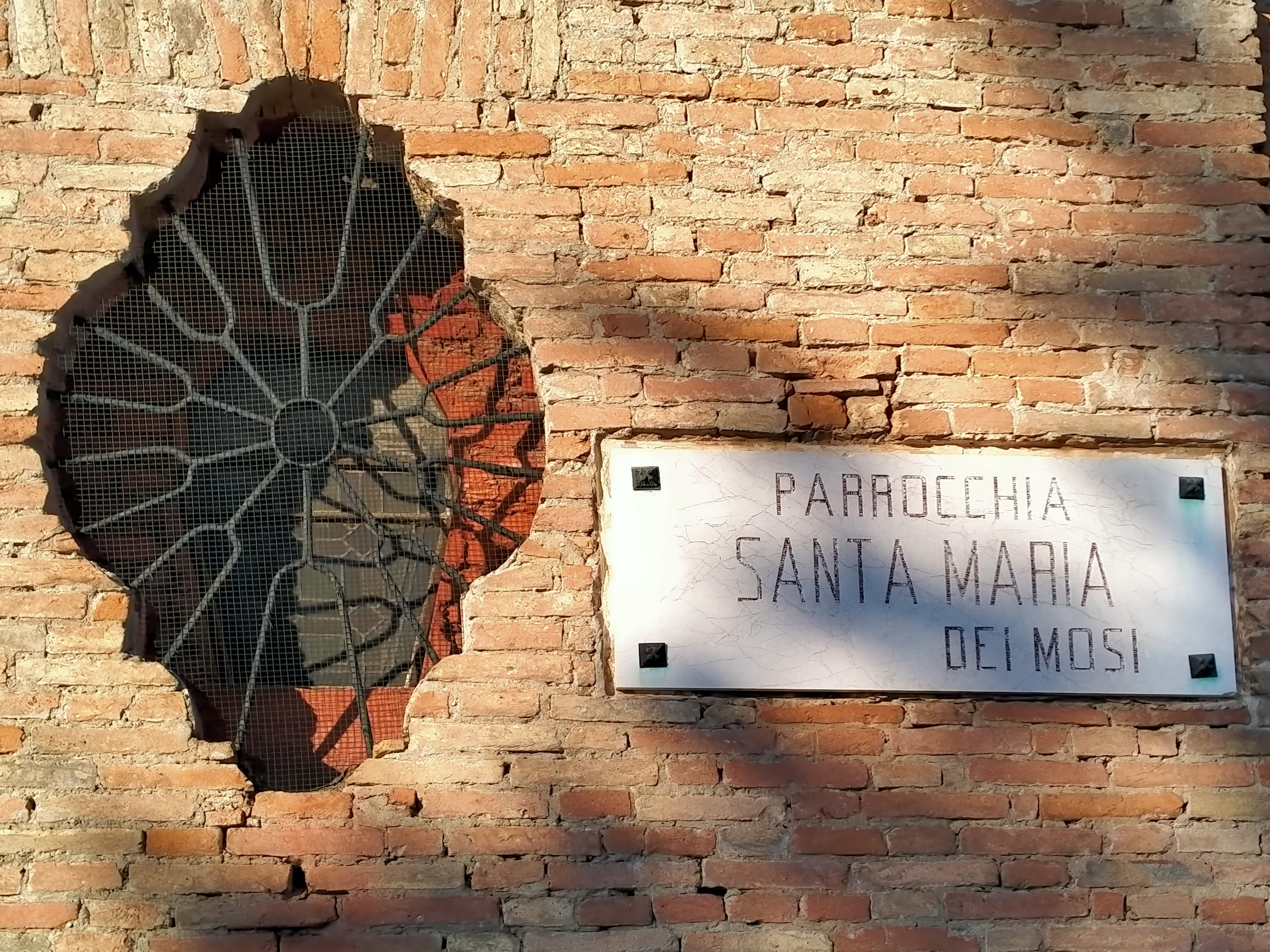
Particolare di una finestra

Ha un andamento classico est-ovest, collocandosi parallelamente alla via dei Mosi; si presenta come l'unione di due corpi: quello più basso è anche quello più antico e risale al XVI secolo; la facciata, più alta delle falde in coppi del tetto, è molto semplice, presenta solo due lesene laterali come a sostenere un timpano senza trabeazione sotto il quale corre una piccola cornice a dentelli in cotto; un semplice portale centrale con arco a tutto sesto introduce l'interno e una finestra ad oculo superiore provvede a dare luce.
Le pareti laterali sono in mattone a vista e provviste di finestre ad oculo a dar luce all'interno, sempre con una piccola fascia a dentelli in cotto in prossimità del sottogronda.
Il presbiterio con abside circolare è frutto di un allargamento del XVIII secolo, più elevato rispetto al precedente corpo, in mattoni a vista e con fascione sottogronda.
Il campanile è coevo al corpo più antico, con intonaco deteriorato che mostra il parametro murario, scandito da lesene angolari con due riquadrature appena sotto la cella campanaria; questa è provvista su ogni lato da coppie di finestre a tutto sesto, mentre sopra corre una mensola tripartita con mensole. Una balaustra con quattro pinnacoli e aperture a tutto sesto circonda la cuspide a base circolare. La base quadrata ha i lati di 2,5 metri ed è alta circa 20,5 metri esclusa la croce apicale. Le cinque campane provengono dalla fusione della ditta Filippi di Chiari e risalgono al 1963.
L'interno ad aula unica presenta affreschi di arte popolare cremasca risalenti al XVI secolo.